# 메가 샤크 Vs. 자이언트 옥토퍼스
메가 샤크 Vs. 자이언트 옥토퍼스(Mega Shark Vs. Giant Octopus)는 미국에서 제작된 잭 페레즈 감독의 2009년 액션, 공포, SF 영화이다. 데비 깁슨 등이 주연으로 출연하였고 데이빗 마이클 랫 등이 제작에 참여하였다.

## 출연

### 주연
- 데비 깁슨
- 로렌조 라마스

### 조연
- 빅 차오
- 조나단 네이션
- 마크 헹스트
- 마이클 테
- 크리스 헤일리
- 숀 로러
- 더스틴 하니쉬
- 딘 크레이링
- 스티븐 블랙하트
- 데이너 디매테오
- 마일즈 크랜포드
- 존 볼린
- 래리 왕 패리시
- 아키 히로
- 러스 킹스턴
- 쿠퍼 해리스
- 맷 레건
- 미코스 자브로스
- 제이 베이어스
- 마이클 C. 파리시
- 마이클 드럼몬드
- 미쉘 호드넷
- 제이 시닉
- 잭 페레즈
- 다나 토마스코

## 제작진
- 라인프로듀서: 안소니 팽크하우저
- 협력프로듀서: 폴 베일스
- 미술: 니노 자가롤리
- 의상: 미쉘 호드넷